# Ulf Nordin
Pour les articles homonymes, voir Nordin.
Ulf Nordin, né le 7 septembre 1950 à Stockholm, est un entraîneur et driver suédois de trotteurs.

## Biographie
Ulf Nordin est né le 7 septembre 1950 à Stockholm. Il appartient à la plus grande famille du trot suédois. Il est le fils de Sören Nordin (sv), grand professionnel du trot suédois, vainqueur en France du Prix d'Amérique 1950 avec Scotch Fez, le petit-fils d'Ernst Johan Nordin (sv) et le neveu de Gösta Nordin (sv) et de Gunnar Nordin (sv), ce dernier notamment vainqueur de l'International Trot en 1965. Alors que son père et son frère s'établissent aux États-Unis, Ulf choisit de s'établir en France en 1983.

## Carrière
Ulf Nordin commence sa carrière en Suède aux côtés de son père à l'âge de 18 ans et y restera pendant une dizaine d'années. Il s'installe en France, à Chamant, dans l'Oise, en 1983. Dans les années 2000 il s'établit à Formerie, également dans l'Oise.
Il est à l'origine de plusieurs apports — notamment en matière d'entrainement — qui ont contribué à améliorer sensiblement les réductions kilométriques. Ainsi, il est le premier professionnel à avoir entraîné ses chevaux en fractionné (Interval Training) et les avoir déferré en compétition. Ses succès ont été nombreux dès son arrivée en France en particulier avec les 2, 3 et 4 ans. Ulf Nordin a été également un précurseur en matière d'élevage en utilisant le sang de Florestan, fils de Roquépine et de l'Américain Star's Pride, aidant à faire de ce dernier un chef de race du trotteur français.
Après avoir vendu son centre d'entrainement de Formerie, il est en retraite au début de 2020 et part s'installer à Pau.

## Palmarès
- Critérium des Jeunes - 3 - Ruanito d'Arc (1986), Tonnerre d'Amour (1988), Ulf d'Ombrée (1989)
- Critérium des 3 ans 1994 - 1 - Destin de Busset (1994)
- Critérium des 4 ans - 2 - Ruanito d'Arc (1987), Ipson de Mormal (2000)
- Critérium des 5 ans - 2 - Avenir de Sée (1993), Ipson de Mormal (2001)
- Critérium continental - 1 - Uristan (1990)
- Prix de l'Étoile - 2 - Sébrazac (1989), Isadora d'Ombrée (1999)
- Prix Albert-Viel - 1 - Ruanito d'Arc (1986)
- Prix René-Ballière - 1 - Jackhammer (2002)